# Elst vasútállomás
Elst vasútállomás vasútállomás Hollandiában, Overbetuwe községben, Elst településen.

## Vasútvonalak
Az állomást az alábbi vasútvonalak érintik:
- Arnhem–Nijmegen-vasútvonal
- Elst-Dordrecht-vasútvonal

## Kapcsolódó állomások
A vasútállomáshoz az alábbi állomások vannak a legközelebb:
- Arnhem Zuid vasútállomás (Arnhem vasútállomás, Arnhem–Nijmegen-vasútvonal)
- Zetten-Andelst vasútállomás (Dordrecht vasútállomás, Elst-Dordrecht-vasútvonal)
- Nijmegen Lent vasútállomás (Nijmegen vasútállomás, Arnhem–Nijmegen-vasútvonal)
- Vork